# 上議院議長 (英國)
上議院議長（Lord Speaker）是英國上議院的議長。與美國參議院臨時議長不同，英國上議院議長需要脫離其黨派，以中立身份主持會議，其職權不如下議院議長。在2006年7月之前，大法官出任上議院議長職務。根據2005年憲法改革法案指定之後，上議院議長成為一個獨立的職務，大法官以外的人也可以擔任該職位。現任上議院議長是約翰·麥克福爾男爵。

## 外部連結
- . BBC News. 2 May 2006.
- Lord Speaker's official webpage（页面存档备份，存于）